# Hydriomena divisaria
Hydriomena divisaria là một loài bướm đêm trong họ Geometridae.